# Neomicropteryx cornuta
Neomicropteryx cornuta là một loài bướm đêm thuộc họ Micropterigidae. Nó được Issiki miêu tả năm 1953. Nó được tìm thấy ở Nhật Bản.
Chiều dài cánh trước là 5.3-6.1 mm đối với con đực và 5.4-5.8 mm đối với con cái.